# Promnik (województwo mazowieckie)
Promnik – wieś sołecka w Polsce położona w województwie mazowieckim, w powiecie grójeckim, w gminie Nowe Miasto nad Pilicą.
W latach 1975–1998 miejscowość położona była w województwie radomskim.